# Marc-Vivien Foé
Marc-Vivien Foé (* 1. Mai 1975 in Yaoundé, Kamerun; † 26. Juni 2003 in Lyon, Frankreich) war ein kamerunischer Fußballspieler.

## Karriere

### Karriere in Kamerun und Frankreich
Foé kam in Kameruns Hauptstadt Yaoundé im Stadtteil Nkolo auf die Welt und begann seine Fußballkarriere als Profispieler beim Verein Canon Yaoundé in der kamerunischen Fußballliga. Nach der Fußball-Weltmeisterschaft 1994 wechselte er in die besser bezahlende französische Ligue 1 zum RC Lens. Dort gewann der Afrikaner 1998 den französischen Meistertitel. Zu dieser Zeit war Foé bei Manchester United im Gespräch, jedoch brach er sich das Bein und wurde vom finanzstarken englischen Verein nicht verpflichtet. Aufgrund dieser Verletzung fehlte der Mittelfeldspieler auch bei der Fußball-Weltmeisterschaft 1998 in Frankreich. 

### Premier League und Rückkehr nach Frankreich
Nach der Wiedergenesung wechselte er im folgenden Jahr in die englische Premier League zu West Ham United. 
Im Jahre 2000 kehrte Foé zurück in seine zweite Heimat Frankreich. Er spielte bei Olympique Lyon. Nach einer Malariaerkrankung, die ihn wochenlang außer Gefecht setzte, gewann er 2001 den französischen Pokal und 2002 den Meistertitel. Foé wurde anschließend von Lyon in die Premier League an Manchester City ausgeliehen, dort spielte er eine erfolgreiche Saison.

## Tod

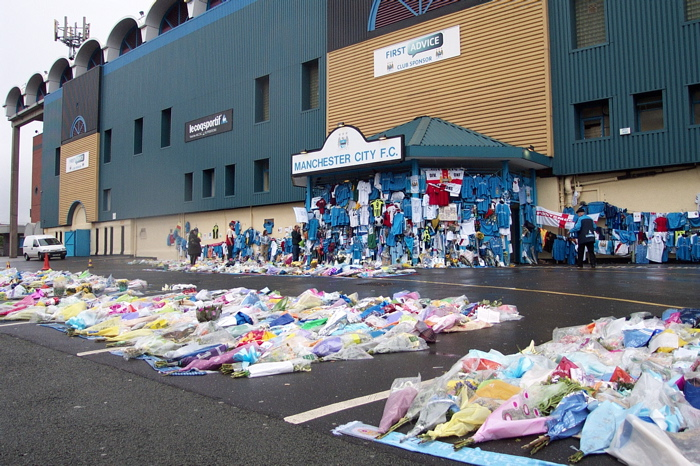
Blumen für Foé vor dem Stadion Maine Road, der damaligen Heimstätte von Manchester City

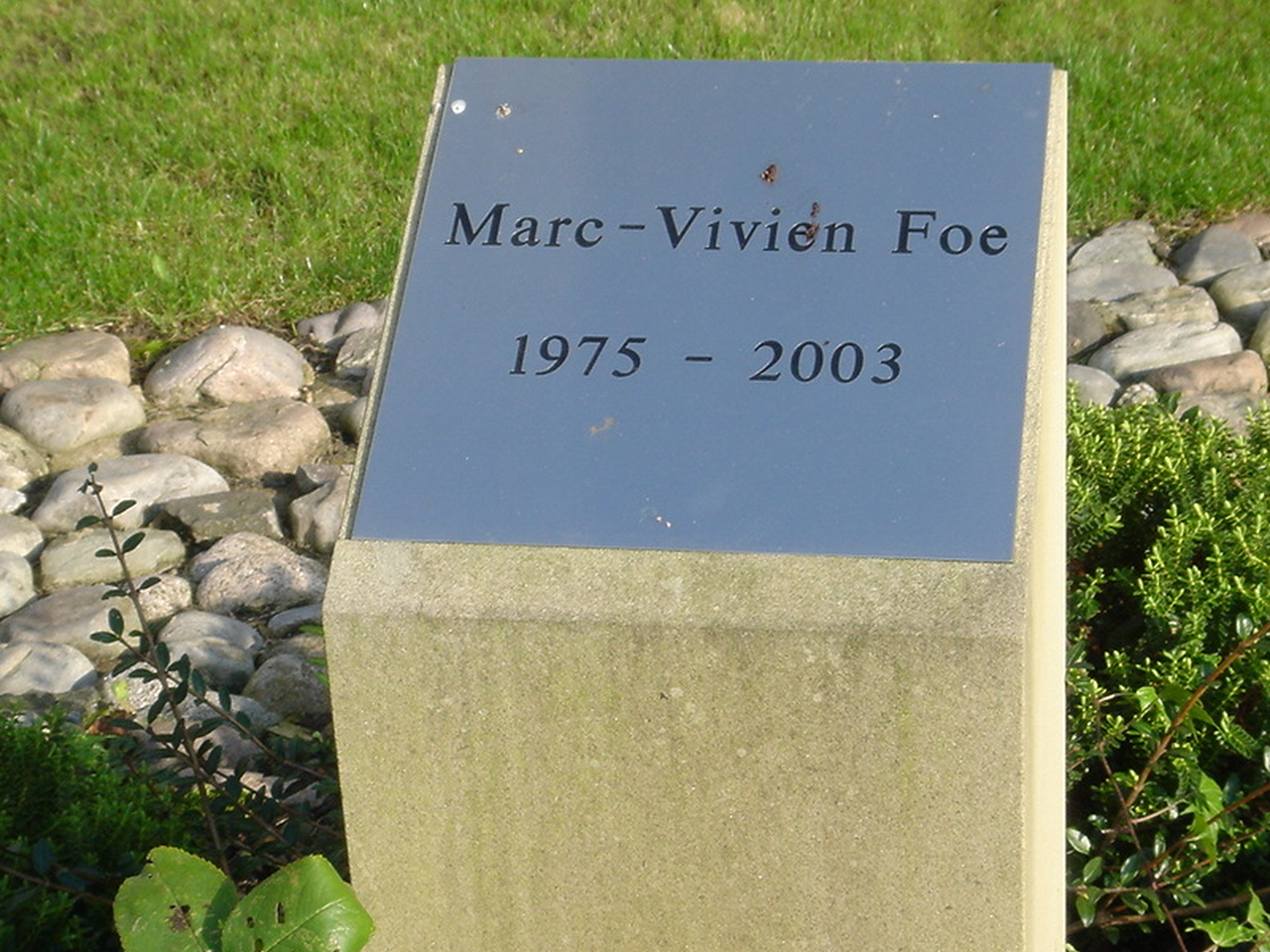
Gedenkplakette für Foé vor dem 2003 eröffneten City of Manchester Stadium

Am 26. Juni 2003 beim Konföderationen-Pokal 2003 kollabierte Foé im Halbfinale gegen Kolumbien ohne Fremdeinwirkung aufgrund eines Herzversagens (siehe auch Plötzlicher Herztod beim Sport). Ärzte behandelten den 28-Jährigen noch auf dem Spielfeld und kämpften eine Stunde lang um sein Leben. Im medizinischen Zentrum von Lyon konnte nur noch der Tod festgestellt werden. Der Tod Foés war ein Schock für die gesamte Fußballwelt. Es gab Diskussionen, ob der Konföderationen-Pokal und das Stadion nach ihm benannt werden sollten. Das Spiel, sein 62. Einsatz im Trikot der Unbezähmbaren Löwen, hatte im Stade Gerland in Lyon stattgefunden.

## Erinnerung
Manchester City vergibt die Trikotnummer 23 in Gedenken an Foé nicht mehr. 
Nach dem gewonnenen Finale der Fußball-Afrikameisterschaft 2017 zogen alle Spieler der kamerunischen Nationalmannschaft ein Trikot mit Foés Rückennummer 17 an.